# Thần kinh bì cánh tay trong
Thần kinh bì cánh tay trong (tiếng Anh: medial brachial cutaneous nerve) chi phối cảm giác da ở phía trong-giữacánh tay.

## Giải phẫu học
Đây là nhánh nhỏ nhất của đám rối cánh tay, có nguyên ủy từ bó trong, nhận các sợi từ C8 và T1. Thần kinh đi qua nách, lúc đầu nằm phía sau, sau đó vào phía trong tĩnh mạch nách và nối nhánh với thần kinh gian sườn cánh tay.
Thần kinh đi xuống dọc theo phía trong động mạch cánh tay. Đến giữa cánh tay, thần kinh xuyên qua mạc sâu và được chi phối đến vùng da phía sau 1/3 dưới của cánh tay, mở rộng phạm vi cảm giác đến tận khuỷu tay. Tại khuỷu tay, một số sợi biến mấy trong da ở vị trí trước mỏm lồi cầu trong xương cánh tay và trên mỏm khuỷu.
Thần kinh nối nhánh với nhánh trụ của thần kinh bì cẳng tay trong.

## Thuật ngữ
Thuật ngữ thần kinh Wrisberg (đặt tên theo Heinrich August Wrisberg) từng được sử dụng để mô tả thần kinh này.
Tuy nhiên, thuật ngữ "thần kinh Wrisberg" cũng có thể là nhánh thần kinh trung gian Wrisberg của thần kinh mặt.